# Прапор Зібранівки
Прапор Зібранівки — офіційний символ села Зібранівка, Коломийського району Івано-Франківської області, затверджений 27 січня 2023 р. рішенням сесії Заболотівської селищної ради.
Автор — А. Гречило.

## Опис
Квадратне полотнище, у центрі на зеленому квадратному полі (розміром у половину сторони прапора) стоїть білий мішок, перев'язаний жовтим шнуром; по периметру на жовтій широкій лиштві 8 червоних яблук із зеленим листочком кожне.

## Значення символів
Яблука вказують на перекази про виникнення села, за якими люди за подаровану землю відвезли на знак вдячності колишній власниці кілька мішків яблук-колесачок. А срібний міх символізує давній млин, в якому мололи борошно і для мешканців Зібранівки, і сусідніх сіл.